# Las aventuras del Capitán Alatriste (serie de televisión)
Las aventuras del capitán Alatriste fue una superproducción de televisión de España que emitió Telecinco en 2015, dirigida por los cineastas Salvador Calvo y Enrique Urbizu, y protagonizada por Aitor Luna en el papel de Diego Alatriste, principal protagonista de la serie de libros homónima de Arturo Pérez-Reverte. La ficción que está ambientada en el Madrid de los Austrias del siglo XVII, en el Siglo de Oro español, narra las aventuras del personaje principal, Diego Alatriste y Tenorio, junto con su paje Íñigo Balboa.  En cuanto a su producción, la ficción consta de trece episodios y se grabó en Budapest, en los estudios Korda.

## Argumento
El soldado Diego Alatriste lucha al servicio del rey Felipe IV de España en la Guerra de los Treinta Años. Allí fallece su amigo Lope Balboa y, a su regreso a España, Alatriste visita a la familia del difunto, quienes le piden un favor: que cuide del hijo de su amigo, llamado Íñigo Balboa. Cuando recibe el encargo, junto al sicario siciliano Gualterio Malatesta, de asesinar a dos extranjeros, no imagina que se tratan del príncipe de Gales, futuro rey Carlos I de Inglaterra, y el duque de Buckingham. El encargo lo hacen fray Emilio Bocanegra y Luis de Alquézar. Alatriste vuelve a los Países Bajos en 1624 para dar el último movimiento de los tercios españoles para la caída de Breda. Al volver a España, Íñigo intenta fugarse con Angélica pero ella al final desiste y decide dar marcha atrás. Alatriste mantiene un romance con la actriz María de Castro, que era la amante de Felipe IV; en tal lío que se metió que cruzó hierros con Gualdamedina, íntimo del rey y amigo de Alatriste.

## Adaptación
Las tramas de la serie siguen la estela de la película que ya produjo Mediaset España en el año 2006 basándose en la novela literaria de Arturo Pérez-Reverte y en la que Viggo Mortensen daba vida al Capitán Alatriste. En dicha cinta se hacía un breve repaso de los acontecimientos más importantes de las cinco novelas, manteniendo como hilo argumental de la misma a los personajes principales. En la serie, los espectadores seguirán de cerca las aventuras de manera mucho más detallada.

## Reparto
- Aitor Luna como Diego Alatriste.
- Natasha Yarovenko como María de Castro.
- Lucía Jiménez como Caridad la lebrijana, dueña de la Taberna del Turco.
- Patricia Vico como Teresa de Alquézar, la esposa de Luis de Alquézar y tía de Angélica.
- Carmen Sánchez como Angélica de Alquézar.
- Marcos Ruiz como Íñigo de Balboa.
- Luis Callejo como el secretario real Luis de Alquézar.
- Miguel Hermoso Arnao como Francisco de Quevedo.
- Aura Garrido como Inés de Castro, hermana de María de Castro.
- Manuel Gancedo como Domine Pérez.
- Laszlo Merk (doblado por José María Carrero) como Juan Vicuña.
- Laura Döbrösi como Dama de la Reina.
- Diana Gómez como la Infanta María Ana.
- Rafael Cebrián como Conde de Guadalmedina.
- Manel Barceló como el Inquisidor Fray Emilio Bocanegra.
- Filippo Sbalchiero como Gualterio Malatesta.
- Daniel Alonso como Felipe IV de España.
- Constantin Von Jascheroff como el  Príncipe de Gales.
- William Miller como el Duque de Buckingham.
- Gary Piquer como el Conde-duque de Olivares.
- Ángel Solo como Martín Saldaña.
- Wayne Brett como el secretario de Olivares.
- Judit Dobo como Asunta, el aya de Angélica.
- Fernando Cayo como Marcos Ferrán.
- Sofía Oria como Dorotea.

## Producción
La idea del proyecto nace de la mano de José Manuel Lorenzo quien le propone la realización de la serie televisiva al grupo Mediaset España en octubre de 2011. Lorenzo sirvió de intermediario de Paolo Vasile y del poseedor de los derechos audiovisuales de Las aventuras del capitán Alatriste, Eduardo Campoy, presidente de Boomerang Cine. Sin embargo, necesitaban de un acuerdo internacional para llevar a cabo la serie y ello se resolvió con la firma con Beta Film.
El 15 de marzo de 2013, el grupo de comunicación español Mediaset España y la productora alemana Beta Films, alcanzaron un acuerdo en Roma para producir conjuntamente un proyecto internacional para televisión. Se trataba entonces de Alatriste, ficción basada en las publicaciones del escritor Arturo Pérez-Reverte, dos tercio del presupuesto (de un total de 12 la primera temporada) corrieron a cargo de Mediaset, mientras que el tercio restante lo puso la empresa alemana. La serie consta de trece episodios de 70 minutos cada uno, repartidos en una primera temporada y cuenta con la escritura de guion de Alberto Macías, Curro Royo, Carlos Molinero, Marisol Farré y David Muñoz. Está producida por la compañía audiovisual Mediaset España junto con la productora Beta Film, en colaboración con DLO Producciones.

## Rodaje
El serial fue íntegramente filmado en la capital de Budapest, localizado en los estudios Korda, donde se recrea las vicisitudes del Madrid de los Austrias del siglo XVII. El rodaje comenzó el lunes 17 de junio de 2013 y se pospuso durante un total de 27 semanas. Además, su método de filmación se llevó a cabo en castellano, porque según explicó Toni Sevilla, director de ficción de Mediaset España, es «un proyecto con la raíz en España». Cabe también destacar que los dos primeros episodios de Alatriste estuvieron dirigidos por el cineasta Enrique Urbizu, mientras que los once restantes fueron producidos por Salvador Calvo.

## Episodios y audiencias
| Temporada | Temporada | Episodios | Estreno            | Final              | Audiencia media | Audiencia media | Audiencia media |
| Temporada | Temporada | Episodios | Estreno            | Final              | Espectadores    | Cuota           |                 |
| --------- | --------- | --------- | ------------------ | ------------------ | --------------- | --------------- | --------------- |
|           | 1         | 13        | 7 de enero de 2015 | 1 de abril de 2015 | 976 000         | 7,1%            |                 |

### Primera temporada: 2015
| N.º (serie) | N.º (temp.) | Título                               | Director(es)         | Guionista(s)                                 | Fecha de emisión      | Audiencia         |
| ----------- | ----------- | ------------------------------------ | -------------------- | -------------------------------------------- | --------------------- | ----------------- |
| 1           | 1           | «Los dos ingleses»                   | Enrique Urbizu       | Alberto Macías, Carlos Molinero y Curro Royo | 7 de enero de 2015    | 2 487 000 (13,4%) |
| 2           | 2           | «Con la soga al cuello»              | Enrique Urbizu       | Alberto Macías, Carlos Molinero y Curro Royo | 14 de enero de 2015   | 1 735 000 (9,3%)  |
| 3           | 3           | «Al servicio de su majestad»         | Luis Oliveros        | Curro Royo                                   | 21 de enero de 2015   | 1 290 000(6,9%)   |
| 4           | 4           | «Un soldado de tercio»               | Luis Oliveros        | Alberto Macías y Marisol Farré               | 28 de enero de 2015   | 1 191 000 (7,0%)  |
| 5           | 5           | «Como la sangre»                     | Salvador Calvo       | Carlos Molinero                              | 4 de febrero de 2015  | 991 000 (6,4%)    |
| 6           | 6           | «Entre lobos»                        | Salvador Calvo       | Marisol Farré y David Muñoz                  | 11 de febrero de 2015 | 1 011 000 (6,9%)  |
| 7           | 7           | «Heridas que duelen y no se sienten» | Norberto López Amado | Carlos Molinero                              | 18 de febrero de 2015 | 777 000 (6,1%)    |
| 8           | 8           | «Una tregua con el diablo»           | Norberto López Amado | Curro Royo                                   | 25 de febrero de 2015 | 687 000 (5,4%)    |
| 9           | 9           | «Fugitivos»                          | Norberto López Amado | Curro Royo                                   | 4 de marzo de 2015    | 670 000 (5,7%)    |
| 10          | 10          | «Yo mato»                            | Alberto Ruiz Rojo    | Carlos Molinero y Alberto Macías             | 11 de marzo de 2015   | 609 000 (7,1%)    |
| 11          | 11          | «La muerte de Martín Saldaña»        | Alberto Ruiz Rojo    | David Muñoz y Marisol Farré                  | 18 de marzo de 2015   | 657 000 (7,2%)    |
| 12          | 12          | «La retirada de Madrid»              | Salvador Calvo       | Carlos Molinero y Alberto Macías             | 31 de marzo de 2015   | 581 000 (6,1%)    |
| 13          | 13          | «Fin de partida»                     | Salvador Calvo       | Curro Royo y Alberto Macías                  | 1 de abril de 2015    | 486 000 (5,4%)    |

## Críticas y polémicas
La serie recibió críticas antes de su rodaje por parte del sindicato de técnicos audiovisuales por la decisión de rodarla en Budapest, debido a los escenarios ya construidos.
Una vez emitida, pese a haberlo hecho en prime time, la serie recogió en su estreno un 13,4 % de cuota de pantalla. La serie recogió críticas por parte de los seguidores debido a la pulcritud de escenarios y vestuario, exceso de iluminación y sobreactuaciones de los actores. Alberto Rey, del diario El Mundo criticó el casting de actores, centrándose en la actriz Natasha Yarovenko, de origen ucraniano, al interpretar a María de Castro. Jesús Ruiz Mantilla, de El País, criticó duramente al reparto: a Aitor Luna por no matizar sus frases, a Yarovenko por su acento ruso, y a los niños porque «no pasan de parecer elegidos por enchufe en la función de final de curso». Pérez-Reverte, autor de las obras literarias, admitió que tenía sentimientos encontrados. Alabó la actuación de Luna, pero criticó la falta de un asesor histórico, así como la excesiva iluminación de la serie. Más adelante, dijo que la luz original era más oscura, acorde a la obra, pero que decidieron cambiarla antes de la emisión. Acabó diciendo que «En la HBO, Alatriste sería distinto. Pero esto es España».

## Distribución internacional
La productora Beta Film, empresa que participa en la financiación del proyecto junto a Mediaset España, distribuiría la ficción para su emisión en algunos países europeos como Alemania, Austria, Francia y Rumania.